# Senderos Locales de Asturias
Los Senderos Locales de Asturias son aquellos trayectos de senderismo considerados oficialmente Senderos Locales (SL) ubicados en Asturias (España) y balizados por la Federación de Deportes de Montaña, Escalada y Senderismo del Principado de Asturias.
Este tipo de senderos tienen una longitud inferior a los 10 Kilómetros, más cortos que los senderos de Pequeño Recorrido. Están señalizados con marcas horizontales de pintura blanca y verde. 

## Senderos
| Número   | Nombre                                                         | Concejo             |
| -------- | -------------------------------------------------------------- | ------------------- |
| SL-AS 1  | Sierra de Lagos                                                | Mieres              |
| SL-AS 2  | Sierra de Diego                                                | Mieres              |
| SL-AS 3  | Ruta de la cascada de Méxica                                   | Villayón            |
| SL-AS 4  | Ruta del Pico Hibéo                                            | Llanes              |
| SL-AS 5  | Ruta de la cascada de Oneta                                    | Villayón            |
| SL-AS 6  | Ruta de los bosques                                            | Villanueva de Oscos |
| SL-AS 7  | Senda de la Cuesta del Cristo                                  | Llanes              |
| SL-AS 8  | Senda de los Entornos de Nava                                  | Nava                |
| SL-AS 9  | Camino de Santa Olaya. Monte Deva                              | Gijón               |
| SL-AS 10 | Valle y Arroyo de Rioseco. Capilla de la Milagrosa de Caldones | Gijón               |
| SL-AS 11 | Monte Deva                                                     | Gijón               |
| SL-AS 12 | Ruta Castañeru Montes                                          | Sobrescobio         |
| SL-AS 13 | Ruta de Piornos a Fornos                                       | San Martín de Oscos |
| SL-AS 14 | Senda la Verde                                                 | Parres              |
| SL-AS 15 | Senda Norte. Pinos Altos-San Martin-Arnao                      | Castrillón          |
| SL-AS 16 | La Peruyera-La Candaliega-La Peruyera                          | Castrillón          |
| SL-AS 17 | Ruta de Pillarno                                               | Soto del Barco      |
| SL-AS 18 | Ruta de El Vallín                                              | Castrillón          |
| SL-AS 19 | Ruta del Puerto de Leitariegos                                 | Cangas del Narcea   |
| SL-AS 20 | Ruta del Cueto de Arbás                                        | Cangas del Narcea   |
| SL-AS 21 | Ruta del Estraperlo                                            | Vegadeo             |
| SL-AS 22 | Senda de la Cascada del Nonaya                                 | Salas               |
| SL-AS 23 | Paseo por Malleza                                              | Salas               |